# Grand Prix Itálie 2009
Grand Prix Itálie 2009 (LXXX Gran Premio Santander d'Italia), 13. závod 60. ročníku mistrovství světa jezdců Formule 1 a 51. ročníku poháru konstruktérů, historicky již 816. grand prix, se jako již tradičně odehrála na okruhu v Monze nedaleko Milána.
Vítězem této Velké ceny se stal Brazilec Rubens Barrichello, na druhém místě skončil Jenson Button a oba se postarali o čtvrtý double týmu Brawn v sezoně. Na třetím místě skončil Kimi Räikkönen s Ferrari.
Po této Velké ceně se znovu zvýšil odstup mezi prvním Brawnem a druhým Red Bullem v Poháru konstruktérů, brawny skončily na pozicích 1-2, zatímco za RB bodoval jen Vettel a to 8. místem.